# شيخموس حسن
شيخموس حسن Cegerxwîn، يعني «نزيف في الكبد» في اللغة الكردية، هو شاعر كردي ولد في عام 1903 في قرية كردية هيسار قريبة من مدينة ماردين، داخل الامبراطورية العثمانية آنذاك والآن في جنوب شرق تركيا. في عام 1914، في بداية الحرب العالمية الأولى أصبح مع أسرته لاجئين وفروا من بطش الاتراك إلى عامودي بالقرب من مدينة القامشلي اليوم في شرقي سوريا. Cigerxwîn درس اللاهوت، وأصبح رجل الدين في عام 1921. في عام 1946 انتقل إلى القامشلي، وانخرط في العمل السياسي. في نفس السنة، أصبح وزير «Civata û Yekîtiya آزادي الكردي» (الكردية الحرية والاتحاد الجبهة). في عام 1948 وانضم إلى الحزب الشيوعي في سوريا، وأصبح مرشح الحزب للبرلمان السوري عام 1954. ترك الحزب الشيوعي في عام 1957 لإنشاء منظمة «ازادي» (الحرية). أعتقل وسجن في دمشق في عام 1963 وكان في المنفى في نهاية المطاف إلى مدينة سويدة في عام 1969 انتقل إلى كردستان العراق، حيث أصبحت تشارك في قيادة الانتفاضة الكردية من قبل مصطفى البارزاني. في عام 1973 ذهب إلى لبنان حيث نشرت له على نطاق واسع من الدعاية الشعري Kîme Ez (من أنا؟). في عام 1976، عاد إلى سورية، ولكن بعد ثلاث سنوات، وفي سن 75 أو 76 عاما لجأ إلى السويد. كان قادرا على نشر عدة دواوين شعرية في السويد.
درس فقه الدين الإسلامي، وأصبح رجل دين (ملا) في عام 1921. وأسس مع مواطنيه جمعية كردية في عامودا. في عام 1946 انتقل إلى القامشلي، وانخرط في العمل السياسي. في نفس السنة، أصبح أمينا عاما لـ «جبهة حرية ووحدة الكرد Civata Azadî û Yekîtiya Kurd». في عام 1948 انضم إلى الحزب الشيوعي في سوريا، وأصبح مرشح الحزب للبرلمان السوري عام 1954. ترك الحزب الشيوعي في عام 1957 لإنشاء منظمة «آزادي» (الحرية). وبعد فترة، انضم هذا الحزب الحديث إلى الحزب الديمقراطي الكردي في سوريا.

## أعماله
بدأ جكرخوين كتابة الشعر سنة 1924. بعد إخفاق ثورة الشيخ سعيد، أصبح عضوا في حزب الاستقلال «خويبون Xoybûn»، الذي أسسته مجموعة من المفكرين الكرد المبعدين في سوريا.
بدأ في المساهمة في الصحيفة الكردية هاوار Hawar (نداء) سنة 1977 بنشر قصائده فيها. تعبر قصائده عن الأفكار الجديدة للرومانسية والواقعية رغم محافظته على الشكل الكلاسيكي للشعر الكردي التقليدي. في قصائده، ينتقد بحدة الإقطاعية والبنى الدينية الرجعيتين التي كانت تعتبر السبب الرئيس لظروف الحياة المزرية التي كان يعيشها العمال والفلاحون الكرد. دافع أيضا عن فكرة أن القوى الرجعية هي العائق الرئيس أمام الحرية والاستقلال النهائيين للكرد. سنة 1961، أسس قسما جديدا للغة الكردية، يركز على اللهجة الكردية الشمالية (كرمانجي)، في جامعة بغداد. خلال نفس الفترة، كان يعمل في القسم الكردي لإذاعة بغداد.
كتب جكرخوين باللهجة الكرمانجية وكان لشعره تأثير كبير على الشعب والثقافة الكرديين في جميع أنحاء كردستان في الشرق الأوسط، حيث أن هذه الفترة من كتابته تدعى غالبا فترة جكرخوين في الشعر الكردي. تأثر كثيرا بالتراث الكردي للشعراء الكرد التقليدين كـ ملاي جزيري وأحمدي خاني. شعره بسيط وثوري ذو نداء شعبي عارم على حساب الجماليات. نشر ثمان مجموعات قصائد، كتابا عن تاريخ كردستان، قاموسا للغة الكردية وكتابا عن الفلكلور الكردي.

## أعمال منشورة

### مجموعات شعرية
1. المجموعة الشعرية الأولى، Dîwana yekem: Prîsk û Pêtî, 1945 دمشق.
2. المجموعة الشعرية الثانية، Dîwana diwem: Sewra Azadî, 1954 دمشق.
3. المجموعة الشعرية الثالثة، Dîwana siyem: Kîme Ez?, 1973 بيروت.
4. المجموعة الشعرية الرابعة، Dîwana çarem: Ronak, Roja Nû Publishers, 1980 ستوكهولم.
5. المجموعة الشعرية الخامسة، Dîwana pêncem: Zend-Avista, Roja Nû Publishers, 1981 ستوكهولم.
6. المجموعة الشعرية السادسة، Dîwana şeşem: Şefeq, Roja Nû Publishers, 1982 ستوكهولم.
7. المجموعة الشعرية السابعة Dîwana heftem: Hêvî, Roja Nû Publishers, 1983 ستوكهولم.
8. المجموعة الشعرية الثامنة، Dîwana heştem: Aştî, Kurdistan Publishers, 1985 ستوكهولم.

### لغة وثقافة
1. Destûra Zimanê kurdî (نحو اللغة الكردية), 1961 بغداد.
2. Ferheng, perçê yekem (قاموس كردي، الجزء 1), 1962 بغداد.
3. Ferheng, perçê diwem (قاموس كردي، الجزء 2), 1962 بغداد.

### التاريخ
Tarîxa Kurdistan (History of Kurdistan), 3 Volumes, 1985, 1987 Stockholm.